# Richard Wattis
Richard Cameron Wattis (25 de febrero de 1912 – 1 de febrero de 1975) fue un actor de carácter cinematográfico y televisivo de nacionalidad británica.

## Biografía
Nacido en Wednesbury, Inglaterra, estudió en la King Edward's School de Birmingham y en la Bromsgrove School, tras lo cual trabajó para la empresa de ingeniería eléctrica de su familia antes de hacerse actor profesional. Tras su debut con el Teatro de Repertorio de Croydon, fue actor teatral del circuito del West End londinense. Su primera actuación en el cine tuvo lugar en la película de 1938 A Yank at Oxford, pero el servicio en la Segunda Guerra Mundial interrumpió su carrera interpretativa. Durante la contienda Wattis fue alférez en la Sección de Armas de la Dirección de Operaciones Especiales en el centro Station VI.
Wattis es sobre todo conocido por sus comedias británicas de las décadas de 1950 y 1960, interpretando habitualmente a funcionarios del gobierno o a personajes similares, siempre con unas características gafas de montura redonda. Entre dichas comedias figuraban los filmes del ciclo St Trinian's School The Belles of St Trinian's, Blue Murder at St Trinian's y The Great St Trinian's Train Robbery, en los cuales encarnaba a Manton Bassett.
Entre el público estadounidense probablemente se hizo más conocido por su papel del criado británico Northbrook en El príncipe y la corista, con Laurence Olivier y Marilyn Monroe. Otros de sus filmes fueron Hobson's Choice, Chitty Chitty Bang Bang, Carry On Spying, The Colditz Story, Dentist on the Job, Very Important Person, The Happiest Days of Your Life y  El día más largo.
Wattis también actuó en televisión, destacando un papel junto a Eric Sykes y Hattie Jacques en Sykes, además de actuaciones en Danger Man,  The Prisoner, The Goodies, Hancock's Half Hour y Father, Dear Father. En 1957-1958 fue Peter Jamison en tres episodios de la sitcom estadounidense rodada en Inglaterra Dick and the Duchess, protagonizada por Patrick O'Neal y Hazel Court.
Richard Wattis falleció a causa de un infarto agudo de miocardio en un restaurante del distrito londinense de  Kensington en 1975. Tenía 62 años de edad.

## Selección de su filmografía
| - A Yank at Oxford (1938) - Kind Hearts and Coronets (1949) - The Chiltern Hundreds (1949) - The Happiest Days of Your Life (1950) - The Clouded Yellow (1950) - The Lavender Hill Mob (1951) - Appointment with Venus (1951) - Lady Godiva Rides Again (1951) - Song of Paris (1952) - The Happy Family (1952) - The Importance of Being Earnest (1952) - Top Secret (1952) - Appointment in London (1952) - Derby Day (1952) - Park Plaza 605 (1953) - Blood Orange (1953) - Small Town Story (1953) - Background (1953) - Doctor in the House (1954) - Hobson's Choice (1954) - Lease of Life (1954) - The Belles of St Trinian's (1954) - A Yank in Ermine (1955) - The Time of His Life (1955) - The Colditz Story (1955) - See How They Run (1955) - Simon and Laura (1955) - An Alligator Named Daisy (1955) - Jumping for Joy (1956) - The Man Who Never Was (1956) - The Man Who Knew Too Much (1956) - The Iron Petticoat (1956) - Eyewitness (1956) - It's a Wonderful World (1956) - The Green Man (1956) | - The Silken Affair (1956) - A Touch of the Sun (1956) - El príncipe y la corista (1957) - Second fiddle (1957) - The Abominable Snowman (1957) - High Flight (1957) - Blue Murder at St Trinian's (1957) - El albergue de la sexta felicidad (1958) - The Captain's Table (1959) - Follow a Star (1959) - The Ugly Duckling (1959) - Your Money or Your Wife (1960) - Follow That Horse! (1960) - Very Important Person (1961) - Dentist on the Job (1961) - Nearly a Nasty Accident (1961) - Play It Cool (1962) - The V.I.P.s (1963) - Carry On Spying (1964) - Operación Crossbow (1965) - You Must Be Joking! (1965) - The Alphabet Murders (1965) - Bunny Lake Is Missing (1965) - The Great St Trinian's Train Robbery (1966) - The Troublesome Double (1967) - Casino Royale (1967) - Chitty Chitty Bang Bang (1968) - Monte Carlo or Bust! (1969) - Games That Lovers Play (1970) - Tam-Lin (1970) - That's Your Funeral (1972) - Take Me High (1973) - Diamonds on Wheels (1974) - Confessions of a Window Cleaner (1974) |